# KoffieMAX
KoffieMAX was een Nederlands ochtendmagazine dat van december 2010 tot en met april 2012 werd uitgezonden op Nederland 1 en soms Nederland 2. Gepresenteerd door Myrna Goossen was het dagelijkse televisieprogramma tijdens het eerste seizoen te zien tussen 10.10 en 11.30 uur 's ochtends en werd tijdens het tweede seizoen uitgezonden tussen 11.00 en 12.00 uur. KoffieMAX werd opgenomen in Studio 23 met een aanwezig publiek.

## Verloop
MAX-directeur Jan Slagter wilde met KoffieMAX de concurrentie Koffietijd "slopen", aldus Slagter in de media. Het ochtendprogramma met Goossen werd echter geen groot succes. Het aantal kijkers bleef schommelen rond 100.000 kijkers, waar Koffietijd regelmatig rond 200.000 scoort. Vanaf maandag 4 april 2011 werd KoffieMAX herhaald door de Amsterdamse zender AT5.
Elke aflevering werd afgesloten met een oudhollands tegeltekstje zoals bijvoorbeeld: "vroege vogels scoren grond in de mond". Ook kwam presentatrice Myrna regelmatig met een bijzondere uitspraak.

## Vaste gasten
| Maandag     | Fenno Werkman, muziekdeskundige |
| Willekeurig | Nico de Haan, vogelkenner       |
| Willekeurig | Ted van Essen, huisarts         |
| Willekeurig | Nico Dijkshoorn, dierenarts     |
| Willekeurig | René Mioch, filmkenner          |
| Willekeurig | Jeroen Snel, royaltydeskundige  |
| Vrijdag     | compilatie-uitzending*          |

* De eerste twee weken KoffieMax was er geen compilatie-uitzending te zien, maar een live-uitzending.

## Herkenningsmelodie
De beginmelodie, ingezongen door Anita Meijer, is van de hand van Ferdi Bolland. Het liedje beschrijft het dagelijkse ochtendritueel van de MAX-kijkers, namelijk de opzet van het programma: gezellige ochtendgesprekken met een kop koffie.